# 詹姆斯·考恩·格林威
詹姆斯·考恩·格林威（英文：James Cowan Greenway，1903年4月7日—1989年6月10日）是一位美国鸟类学家，性格古怪、害羞，常常离群索居。他对一些濒临灭绝和已灭绝的鸟类研究为日后鸟类保护工作奠定了基础。

## 早年生活
格林威出生于纽约市，与他的兄弟们一同在康涅狄格州格林尼治的紫叶山毛榉农场中成长。1922年，格林威毕业于菲利普斯埃克塞特学院，1926年毕业于耶鲁大学，获得文学学士学位。后来，他在布鲁克林鹰报当了几年的记者。

## 工作生涯

### 与德拉库尔的考察
1929年4月至8月，格林威参加了法英美动物考察团对马达加斯加岛的考察活动。这次考察由巴黎国家自然历史博物馆、英国自然史博物馆和美国自然史博物馆共同资助，由法国鸟类学家让·泰奥多尔·德拉库尔担任考察团团长。之后格林威和德拉库尔离开马达加斯加，并参加了德拉库尔对中南半岛的第五次考察，他们在越南东京和安南保护国收集了许多动物标本。
在安南考察期间，当地政府授予格林威“大南龙星”勋章，之后又在老挝王国琅勃拉邦获得了“万象及白伞”勋章，据称这枚勋章由国王西萨旺·冯亲自颁发。后来，当被问及授勋之事时，格林威说：“在那时，任何能够到达这些地方的外国人都会获得一枚勋章。”

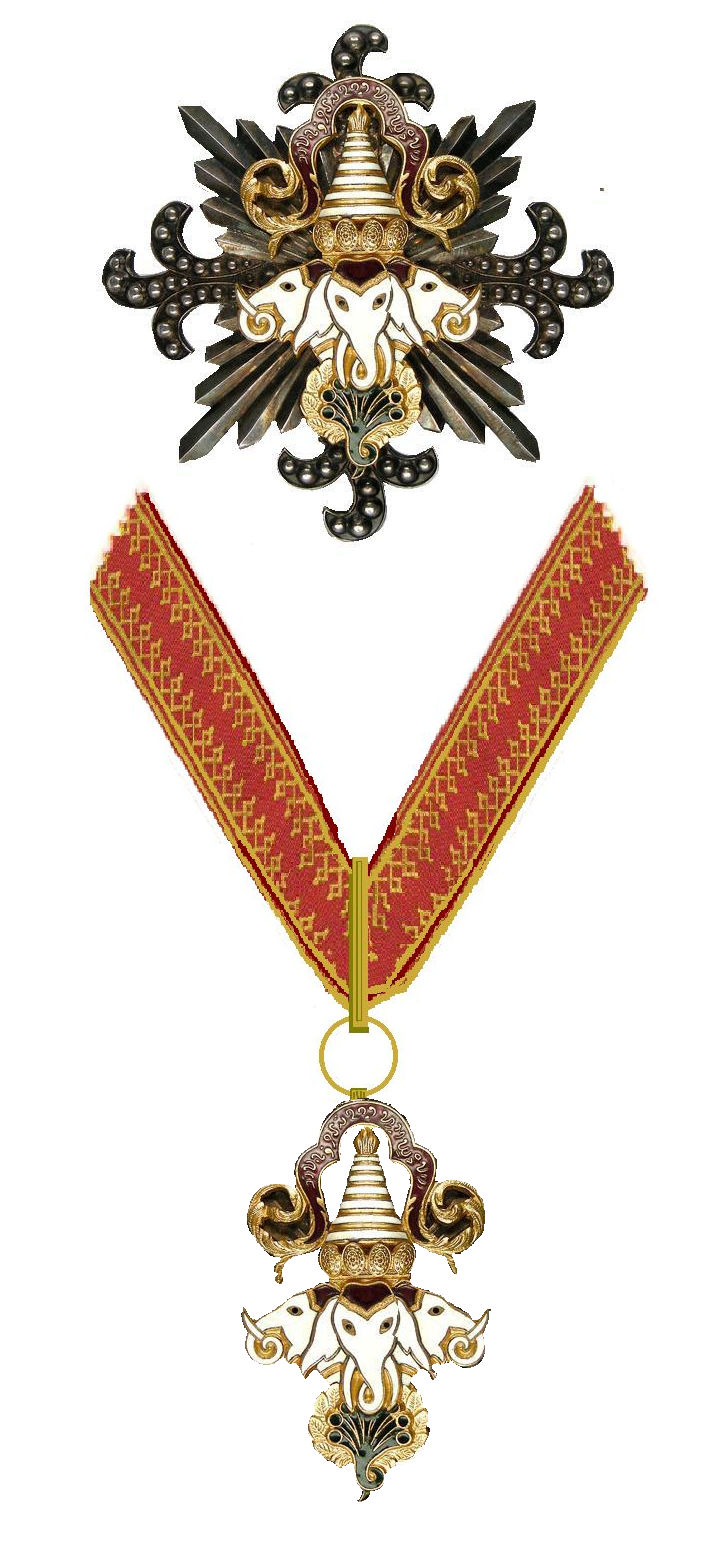
万象及白伞勋章，老挝语：ອິສະຣິຍາພອນລ້ານຊ້າງຮົ່ມຂາວ

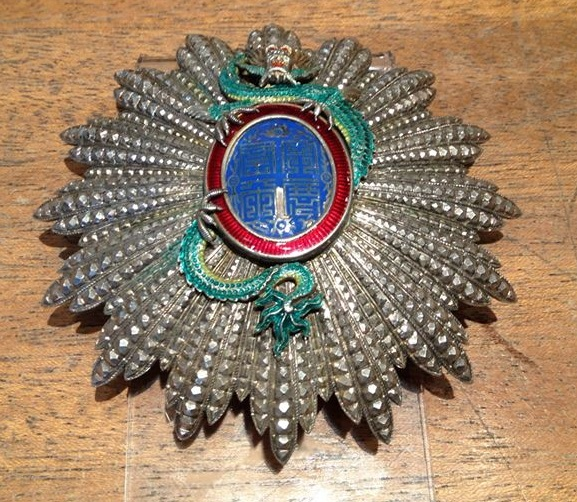
大南龙星勋章，越南语：Đại Nam Long Tinh Viện

### 比较动物学博物馆
1932年，格林威加入哈佛大学的比较动物学博物馆（MCZ），并在那里担任鸟类策展助理。1952年，格林威接替詹姆斯·彼得斯后转正。20世纪30年代，格林威参加了几次对加勒比地区，特别是巴哈马群岛的考察。1936年，他和吉尔伯特·格林威从北向南飞越巴哈马群岛，成为第一个在特克斯和凯科斯群岛的东凯科斯岛降落的飞行员。 后来，格林威还参加了1938至1939年德拉库尔对中南半岛的第七次考察活动。
二战期间，格林威离开了博物馆，直到战争结束后才回到原先的岗位。格林威在1958年完成了对一些濒临灭绝和已灭绝的鸟类的研究工作，这项工作为后来几十年鸟类的保护作出了巨大贡献。格林威还积极活跃在美国国际野生动物保护委员会以及国际鸟盟里。

### 美国自然史博物馆
由于个人原因，1960年格林威离开了比较动物学博物馆并再也没有回来。他回到格林尼治紫叶山毛榉农场后，开始与美国自然史博物馆合作开展鸟类学的研究。他从1960/61年到1970/71年担任该博物馆的董事成员。1962年，格林威成为该博物馆鸟类学部的研究助理直至去世。他开始编写博物馆收藏的鸟类模式标本清单，由于项目太大，在他去世时也没有完成。格林威还发起、部分资助并参与了1978年对新喀里多尼亚的考察，那时他已经75岁了。
只有少数的鸟类学家亲自见过格林威，因为他厌恶大型聚会，一生可能从未参加过任何学术会议。

## 出版物和命名

### 出版物
尽管格林威发表了大量科学论文，并参与了其他鸟类学出版物的编写，但他最为人所知的著作是1958年出版的《灭绝和消失的鸟类》， 该书后来于1967年出版了第二版。 在出版这本书之前，格林威多年来一直在收集关于已灭绝和濒危鸟类的详细资料，并在1954年撰写了该书的草稿，接着又花了四年时间才完成最终版本。 这本书是国际野生动物保护委员会出版的三本书之一，而这三本书是国际自然保护联盟红色名录的前身，该名单详细列出了面临灭绝风险的物种；另外两本书是弗朗西斯·哈珀的《灭绝和消失的旧大陆哺乳动物》和格洛弗·莫里尔·艾伦的《灭绝和消失的西半球哺乳动物》。 如今，这些书被认为是国际自然保护联盟红色名录的来源。

### 命名
1936年，托马斯·巴伯尔和本杰明·舒里夫以格林威的名字命名了两种爬行动物：卷尾鬣蜥科物种Leiocephalus greenwayi和林蚺科物种凯科斯林蚺Tropidophis greenwayi。 1967年，唐·罗森以他的名字命名了一种鱼类Scolichthys greenwayi。

## 服役
在第二次世界大战期间，格林威在美国海军服役。他于1941年被委任为海军少尉，1943年晋升为海军中尉，后来成为海军少校，在西南太平洋、所罗门群岛和新喀里多尼亚的航空母舰上服役。